# Tataltepec de Valdés
Tataltepec de Valdés là một đô thị thuộc bang Oaxaca, México. Năm 2005, dân số của đô thị này là 5377 người.